# Bundesgartenschau 2019
Die Bundesgartenschau 2019 (BUGA 2019) fand vom 17. April bis zum 6. Oktober 2019 in Heilbronn in Baden-Württemberg statt. Auf rund 40 Hektar zwischen Neckar-Altarm und Neckarkanal wurde neben der Gartenausstellung auch eine rund drei Hektar große Stadtausstellung mit 23 architektonisch innovativen Gebäuden präsentiert. Mehr als 2,3 Millionen Menschen besuchten die Schau. Nach dem Ende der Bundesgartenschau soll das Gelände zum neuen Heilbronner „Stadtquartier“ Neckarbogen mit rund 3500 Bewohnern fortentwickelt werden. Die ersten Gebäude des grün und familienfreundlich geplanten Quartiers wurden bereits mehrfach ausgezeichnet.

## Vorgeschichte

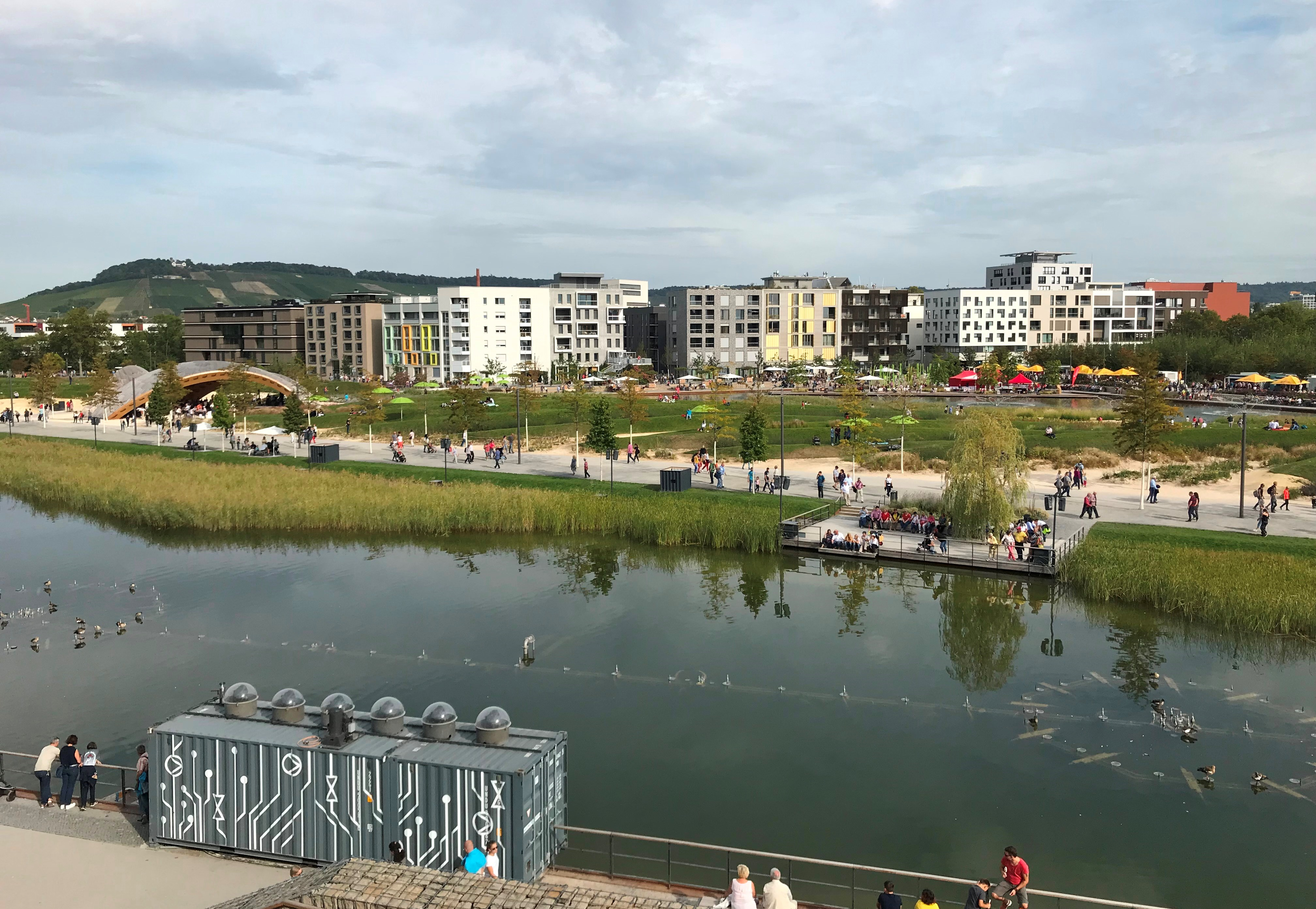
BuGa im Überblick mit Stadtausstellung

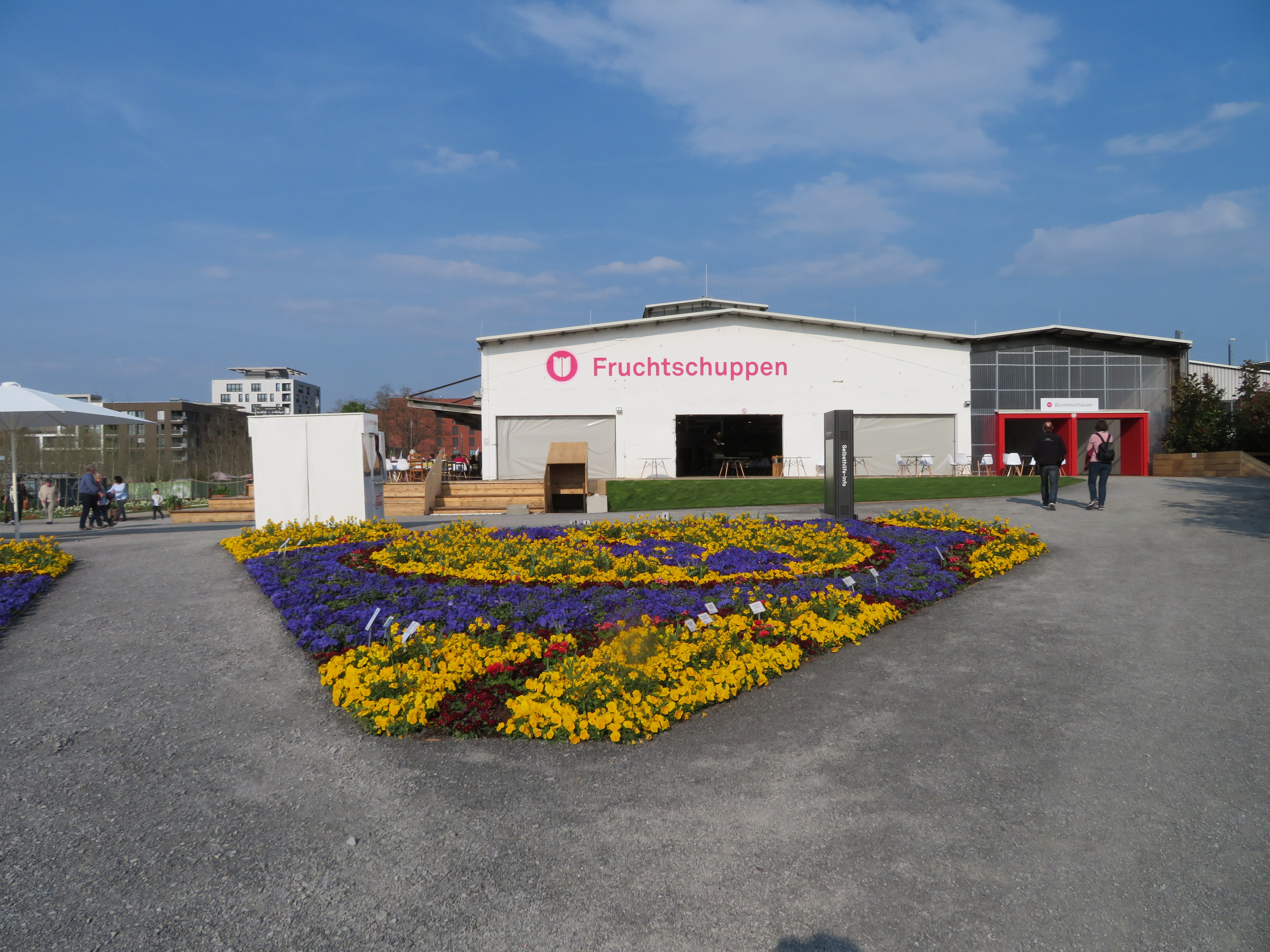
Der Fruchtschuppen als Bestandteil der Bundesgartenschau 2019

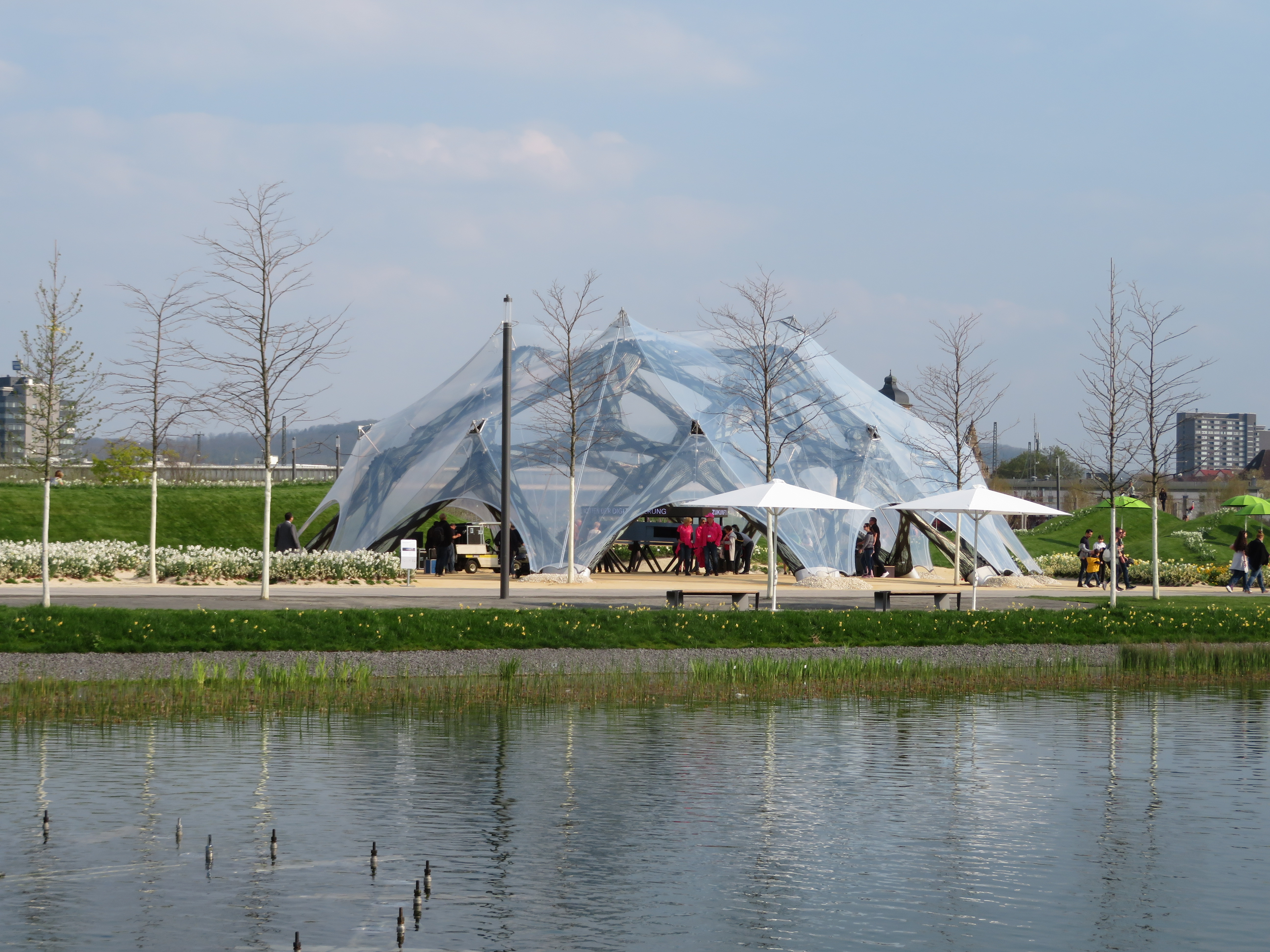
Transparenter Pavillon

Erste Planungen für eine Bundesgartenschau in Heilbronn, wo bereits 1985 die Landesgartenschau im heutigen Wertwiesenpark stattgefunden hatte, gehen in die Amtszeit von Oberbürgermeister Helmut Himmelsbach im Jahr 2003 zurück, als Grünflächen- und Stadtplanungsamt eine erste Konzeption zur Ausrichtung einer Bundesgartenschau in der Stadt am Neckar erstellten. Die weiteren Planungen folgten im Wesentlichen dieser Konzeption. Im Jahr 2005 erwarb die Stadt für diese Zwecke das so genannte Fruchtschuppenareal westlich der Innenstadt, ein zwischen Neckarkanal und Altneckar gelegenes Gewerbe- und Industriegebiet auf den verfüllten Flächen historischer Hafenbecken des Heilbronner Hafens, darunter des Floßhafens. Nach weiteren Detailplanungen konnte am 19. Dezember 2007 der Durchführungsvertrag zwischen der Stadt Heilbronn und der Deutschen Bundesgartenschau-Gesellschaft mbH unterzeichnet werden.
Das für die Bundesgartenschau vorgesehene Gelände umfasst eine Fläche von etwa 40 Hektar. Die Planungen sehen vor, dass nicht nur Garten- und Parkflächen entstehen, sondern dass das Areal künftig auch bebaut werden soll. Das dortige Wohnquartier soll den Namen Neckarbogen tragen, ein städtebaulicher Gestaltungswettbewerb für den Neckarbogen fand 2008 statt. Ein städtebaulicher Rahmenplan wurde 2010 verabschiedet, gleichzeitig wurde ein freiraumplanerischer Realisierungswettbewerb zur Gestaltung der Grünflächen ausgeschrieben, aus dem 2011 das Berliner Büro sinai als Sieger hervorging.
2012 wurden die bisherigen Planungen für den Neckarbogen mit dem Vorzertifikat in Silber der Deutschen Gesellschaft für Nachhaltiges Bauen ausgezeichnet. Der Gemeinderat der Stadt Heilbronn beschloss am 17. Dezember 2012 die endgültige Durchführung der Bundesgartenschau 2019.
Am 3. November 2013 (2000 Tage vor der geplanten Eröffnung) fand der erste Spatenstich für die Anlage des Gartenschaugeländes statt. Bei den Erdbewegungen, deren Umfang auf etwa 400.000 Kubikmeter geschätzt wird, traten auf dem Gelände Blindgänger vom Luftangriff auf Heilbronn sowie Überreste der ehemals dort befindlichen Hafenanlagen zu Tage. Ungefähr ein Viertel der zu bewegenden Erde wurde als belastet eingestuft. Zum Ausbau des Areals gehört auch eine Veränderung der Verkehrsführung mit dem Rückbau eines Teils der B 39, die künftig nicht mehr über die an das Areal angrenzende Kalistraße, sondern zwischen Europaplatz und Fügerstraße östlich des Altneckars geführt wird.
Die Kosten für die Durchführung der Bundesgartenschau werden auf rund 44,5 Mio. Euro geschätzt. Die Einnahmen durch geschätzte 2,2 Mio. Besucher werden auf 34,5 Mio. Euro veranschlagt, womit ein städtischer Zuschuss von etwa 10 Mio. Euro zu leisten wäre.
Die groben Erdarbeiten waren plangemäß Ende 2015 im Wesentlichen abgeschlossen, danach zogen Garten- und Landschaftsbauer auf. Bis 2017 sollte die Infrastruktur für die Bundesgartenschau und das Quartier Neckarbogen vollendet sein, ab 2017 den Planungen zufolge mit der Bepflanzung der Ausstellungsflächen und Blumenhallen begonnen werden.

## Gelände

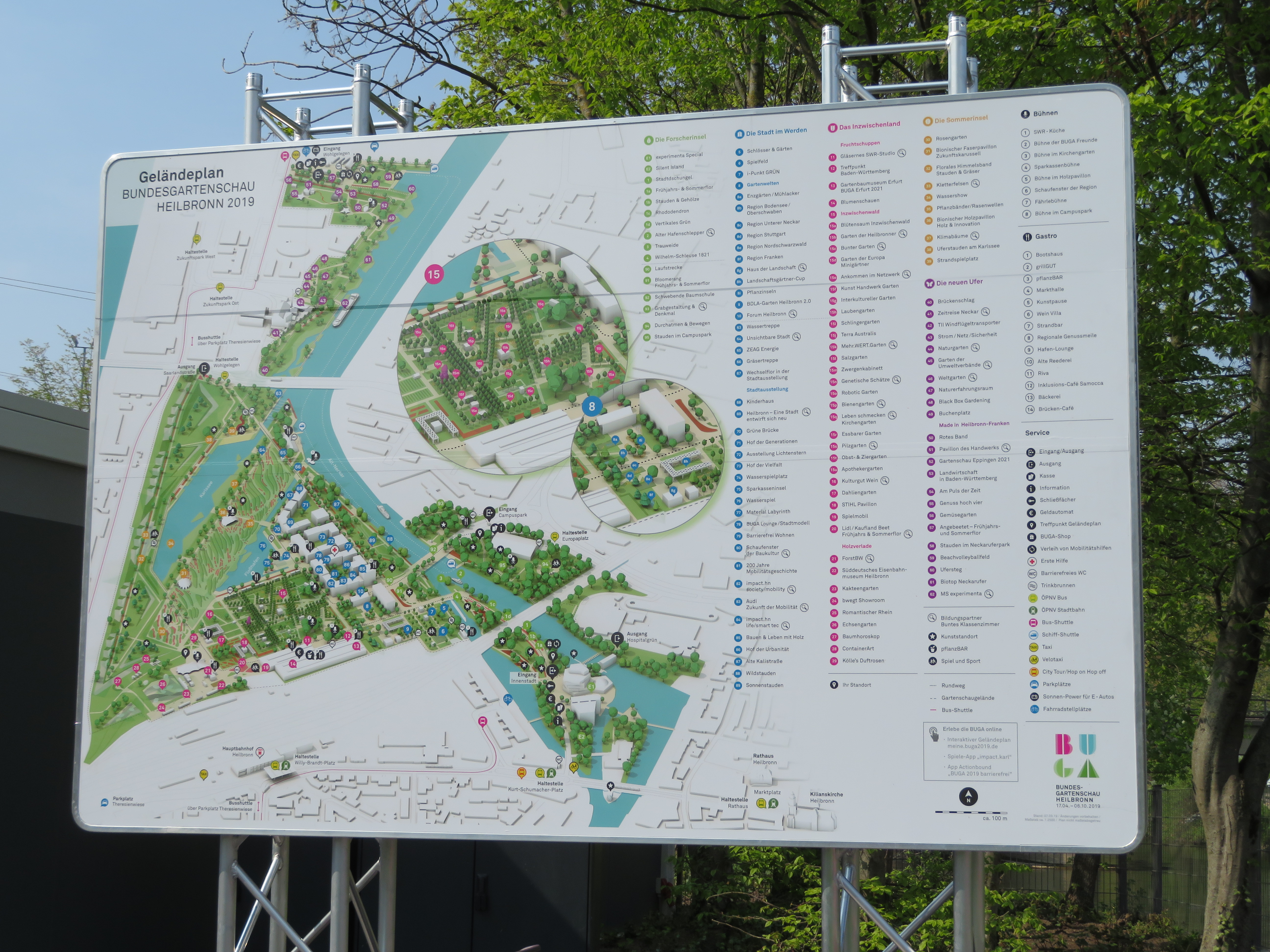
Geländeplan

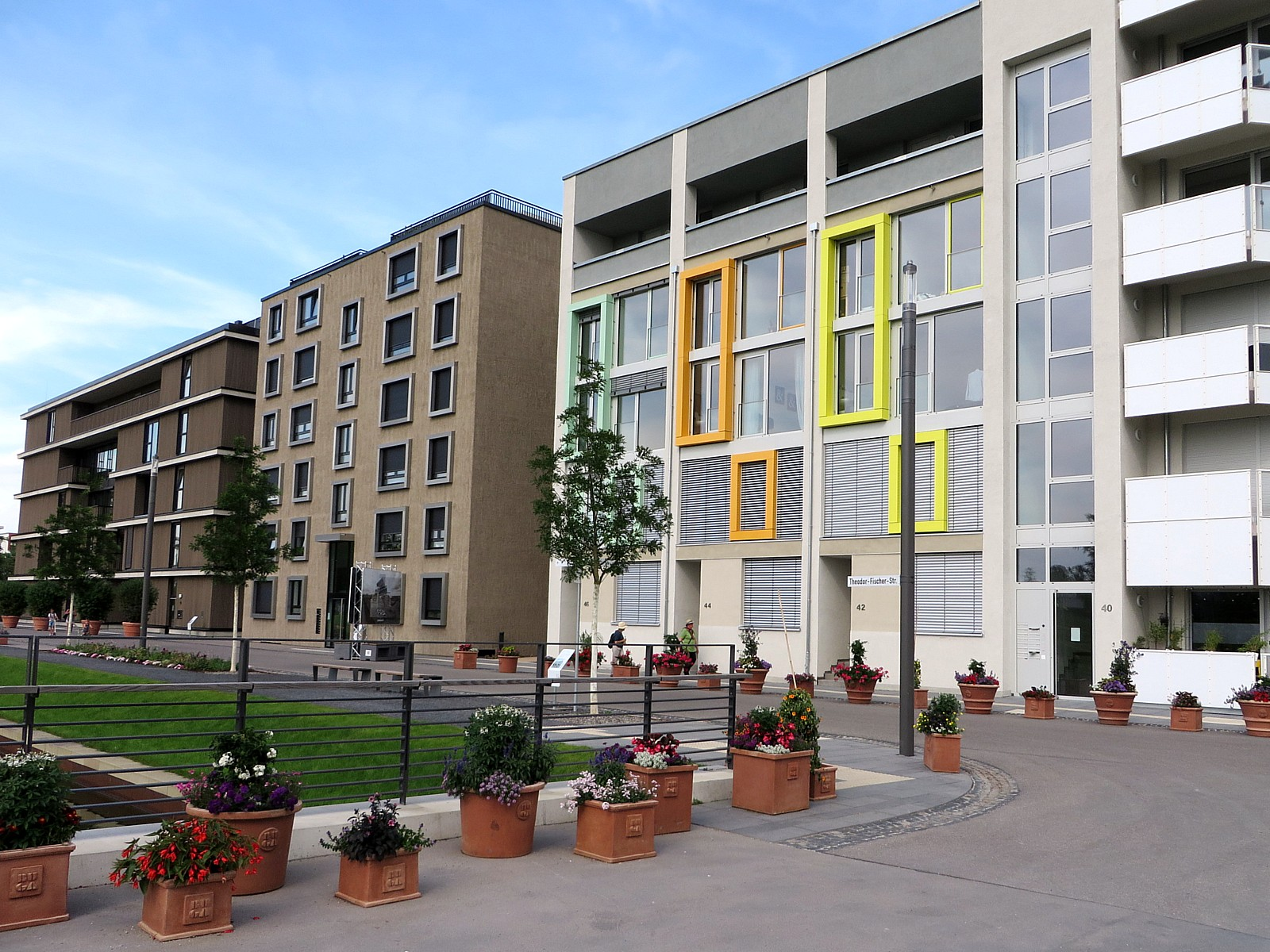
Beispiele für die Architektur der Stadtausstellung gegenüber dem Floßhafen im nördlichen Teil der Stadtausstellung

Das Gelände der BUGA 2019 befindet sich auf der Insel zwischen Alt-Neckar und Neckarkanal und hat eine Fläche von rund 40 Hektar. Damit gehört die BUGA 2019 zu den eher kleinen Bundesgartenschauen. Busse bieten einen Zubringerservice von den entlegeneren Parkplätzen zu den Eingängen des Gartenschaugeländes.
Das Gelände ist in fünf sogenannte „Atmosphären“ aufgeteilt, die jeweils andere Schwerpunkte rund um das Thema Gartenausstellung setzen. Zusätzlich zum Fluss wurden zwei neue Seen angelegt, der Karlssee und der sogenannte Floßhafen. Am Karlssee finden während der Bundesgartenschau abends regelmäßig etwa 35 Minuten lange Wassershows statt.
Erstmals findet auf dem Gelände einer Bundesgartenschau auch eine Stadtausstellung statt. Das Teilgebiet Stadt im Werden soll später als neues Stadtquartier Neckarbogen in Heilbronn integriert werden. Auf dem Gelände der Bundesgartenschau gibt es kostenlose Trinkbrunnen.
Als Daueranlagen sind innerhalb des Bundesgartenschaugeländes geplant: der Neckarpark, der Neckaruferpark, das Neckarhabitat, der Seepark mit Hafenberg und Felsenufer, ein Freizeitsee mit Sandstrand und Uferpromenade, der Stadtsee mit Stadtplatz und Wasserspiel sowie Modellbebauung des zukünftigen Stadtviertels Neckarbogen.

### Karlssee

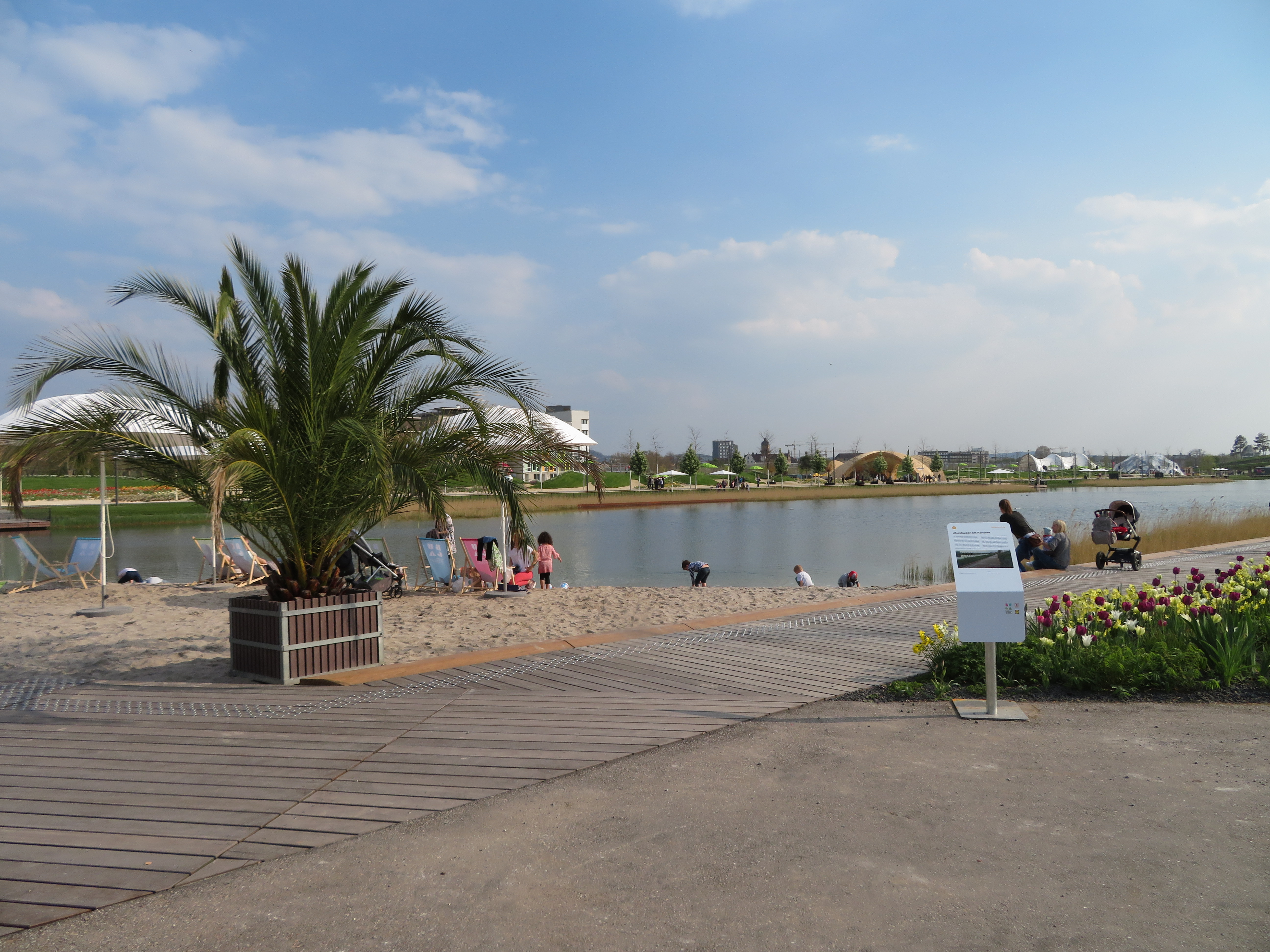
Strandleben am Karlssee

Der Karlssee, zunächst unter dem Arbeitstitel „Freizeitsee“ geplant, ist der größere der beiden Seen, die im Zuge der Gestaltung des Gartenschaugeländes angelegt wurden. Sein Name wurde in Anlehnung an den einstigen Carlshafen gewählt. Seine Wasserfläche umfasst zwei Hektar und er enthält etwa 35.000 Kubikmeter Wasser. Für die erste Befüllung des Sees wurde Neckarwasser verwendet, das durch ein 120 Meter langes Rohr vom Altneckar in das Becken geleitet wurde. Seitdem wird allerdings das Oberflächenwasser aus der Umgebung für den Karlssee und den Floßhafen verwendet. Der Retentionsbodenfilter, der das Wasser der beiden unterirdisch miteinander verbundenen Freizeitseen sauber halten soll, ist in das Seeufer integriert und mit Schilf bepflanzt. Eine ähnliche Anlage gab es in Deutschland zuvor nur im Berliner Halensee. Das überschüssige Regenwasser aus dem Gebiet „Neckarbogen“ wird über ein Rohrsystem in ein sogenanntes Kombi-Bauwerk eingeleitet und gelangt dann in ein 110 m langes Zulaufgerinne, in dem es durch steingefüllte Gabionen geleitet wird. Danach wird es gefiltert. Beim Durchlauf durch den Retentionsbodenfilter wird es durch den Einsatz von Eisenhydroxiden im Filtersand von einem Teil seines Phosphorgehaltes befreit, um übermäßiges Algenwachstum zu verhindern. Diesem Ziel dienen auch die jährliche Mahd der Uferröhrichte, die Entfernung von Sedimenten an eigens eingerichteten Entnahmebauwerken, das Entfernen von Vogelkot und die regelmäßige Entfernung der Schwimmdecke. Unterhalb der Filterschicht gelangt das Wasser dann in ein Dränsystem und wird über das Kombi-Bauwerk auf die beiden Freizeitseen verteilt. Das Kombi-Bauwerk kann 2.300 Liter Zufluss pro Sekunde bewältigen. Ist das Regenwasserkanalnetz überfordert, wird das überschüssige Regenwasser zunächst über ein Dammbalkenwehr in einen Entlastungsraum und gegebenenfalls in den Neckar abgeleitet. Das Kombi-Bauwerk enthält außerdem Pumpwerke sowie einen Sand- und Geröllfang.
Der See ist von Sonnenterrassen, Schilfbereichen und einem Sandstrand umrahmt und mit der Wassertreppe verbunden. Die Wasserspiele im Karlssee finden täglich zwischen 12.00 Uhr und 17.00 Uhr jeweils zur vollen Stunde statt. Donnerstags, freitags, samstags und vor Feiertagen findet außerdem mit Einbruch der Dunkelheit eine weitere Wassershow statt, bei der das Wasser aus 160 Fontänen bis zu 40 Meter in die Höhe spritzt. Diese abendliche Show dauert 30 Minuten. Sieben Lasersysteme und drei Flammenprojektoren werden dabei genutzt.

### Wassertreppe
Im sogenannten Kombi-Bauwerk für das Wassermanagement des Karlssees, des Floßhafens und der Wassertreppe sind ein Pumpwerk, ein Sand- und ein Geröllfang untergebracht. Das Pumpwerk hält tagsüber die Wassertreppe in Betrieb. Es fördert 80 Liter in der Sekunde. Das Wasser fließt die Treppe hinunter und danach über ein Wehr in den Rücklaufkanal, der einen Durchmesser von 70 cm hat. Eine Nachfüllleitung vom Karlssee her dient zur Nachspeisung, da täglich etwa 3,25 m³ Wasser durch Verdunstung auf der Wassertreppe verlorengehen. Die Wassermenge, die der Treppe auf diesem Weg zugeführt wird, wird automatisch durch ein Schwimmerventil reguliert. Abends wird das Pumpwerk abgeschaltet und die Wassertreppe leert sich. Damit sie morgens wieder in Betrieb genommen werden kann, müssen 55 m³ Wasser zur Verfügung stehen.

## Programm
Die Heilbronner Bundesgartenschau bietet ein vielfältiges Programm auf insgesamt acht Bühnen. Zusätzlich gibt es sogenannte Walking Acts, die sich bei ihrer Präsentation über das Gelände bewegen. Einige Programmpunkte wie Sport im Park finden mit wechselnden Aktivitäten täglich statt, es gibt aber auch einmalige Veranstaltungen.
Zum musikalischen Teil des Programms gehören unter anderem Konzerte von Reinhold Beckmann mit seiner Band, Schlagersängerin Stefanie Hertel und Max Mutzke gemeinsam mit der SWR-Bigband.
Von April bis Oktober finden im ehemaligen Fruchtschuppen der Deutschen Bundesbahn insgesamt 23 Blumenschauen zu unterschiedlichen Themen statt. Dabei werden zwei Blumenschauen parallel gezeigt, die sich zeitlich überlappen. Diese Blumenschauen erzählen jeweils eine Geschichte, die durch farblich abgestimmte Blumenarrangements präsentiert werden. So gab es zum Beispiel im Juni die Ausstellung „Die besten Dinge im Leben“, die die verschiedenen Stationen im Leben – Kindheit, Schule, Jugend, Familie usw. – thematisierte. Ebenfalls im Juni fand die Ausstellung zu den „Japanischen Kunstformen“ mit vielen verschiedenartigen Bonsaibäumen, exotischen Pflanzen und Orchideen statt.
Kurz vor Ende der Bundesgartenschau fand ein Oktoberfest auf dem Gelände statt.

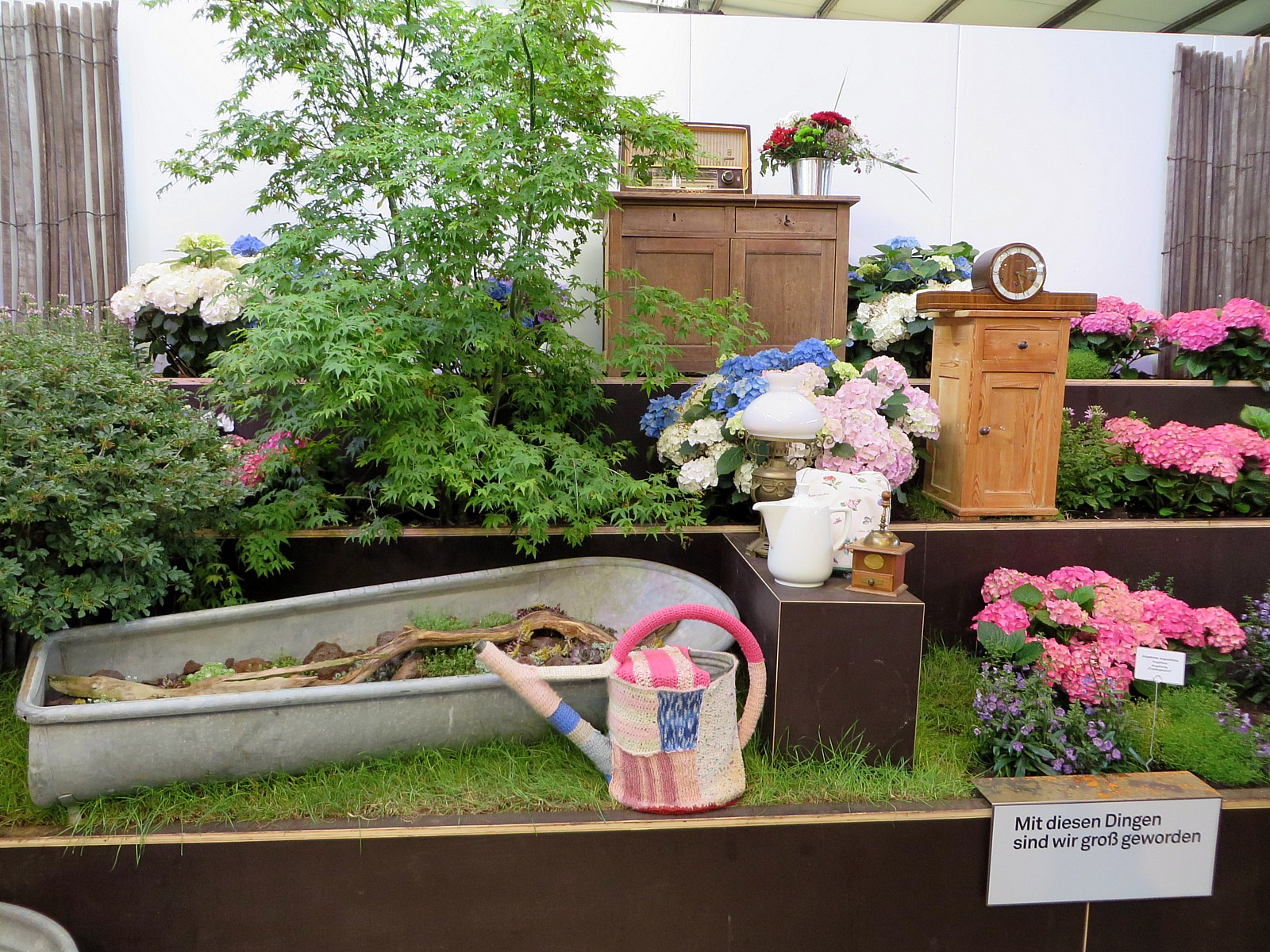
Blumenschau: "Die besten Dinge im Leben"
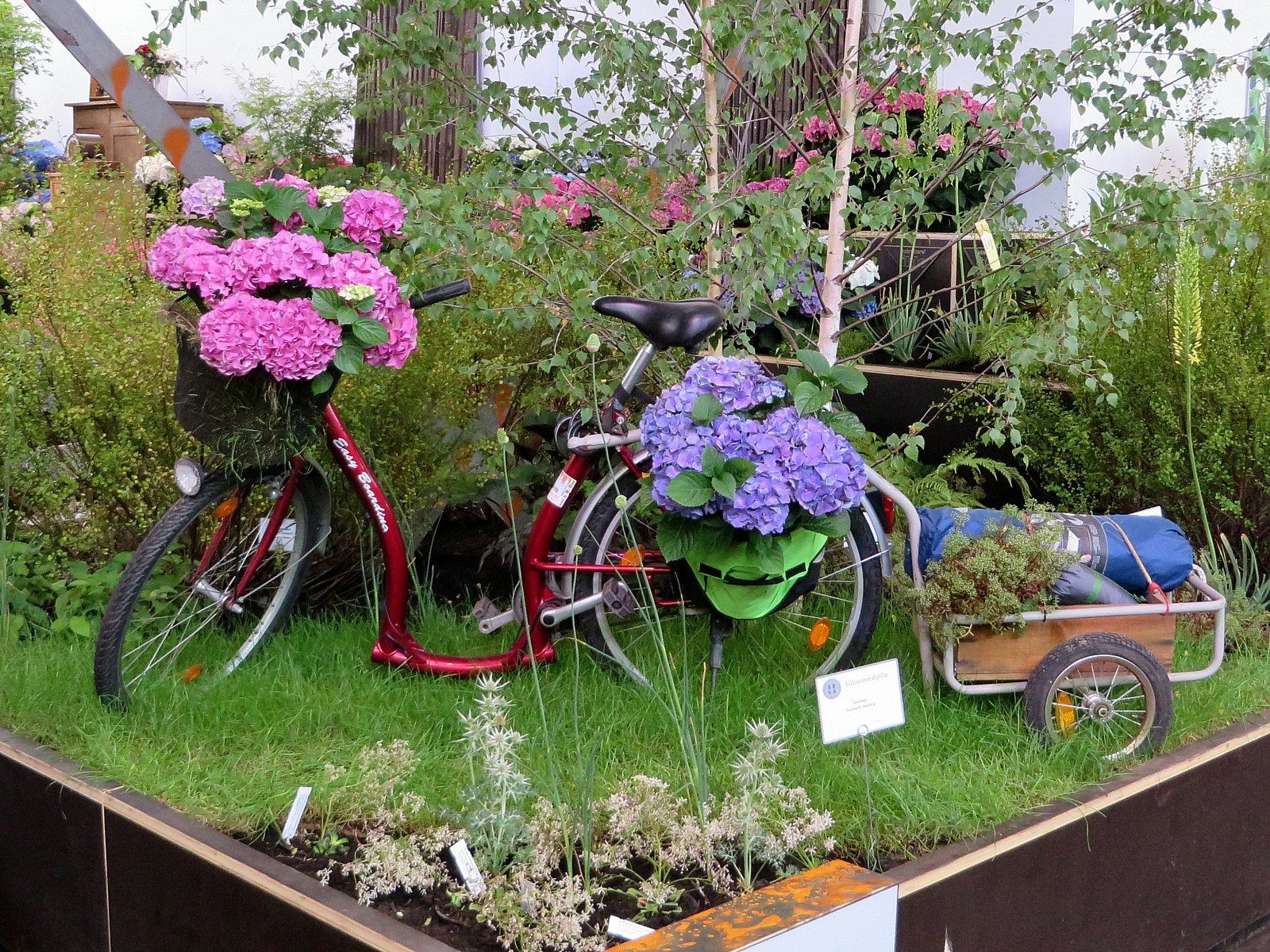
Blumenschau: "Die besten Dinge im Leben"
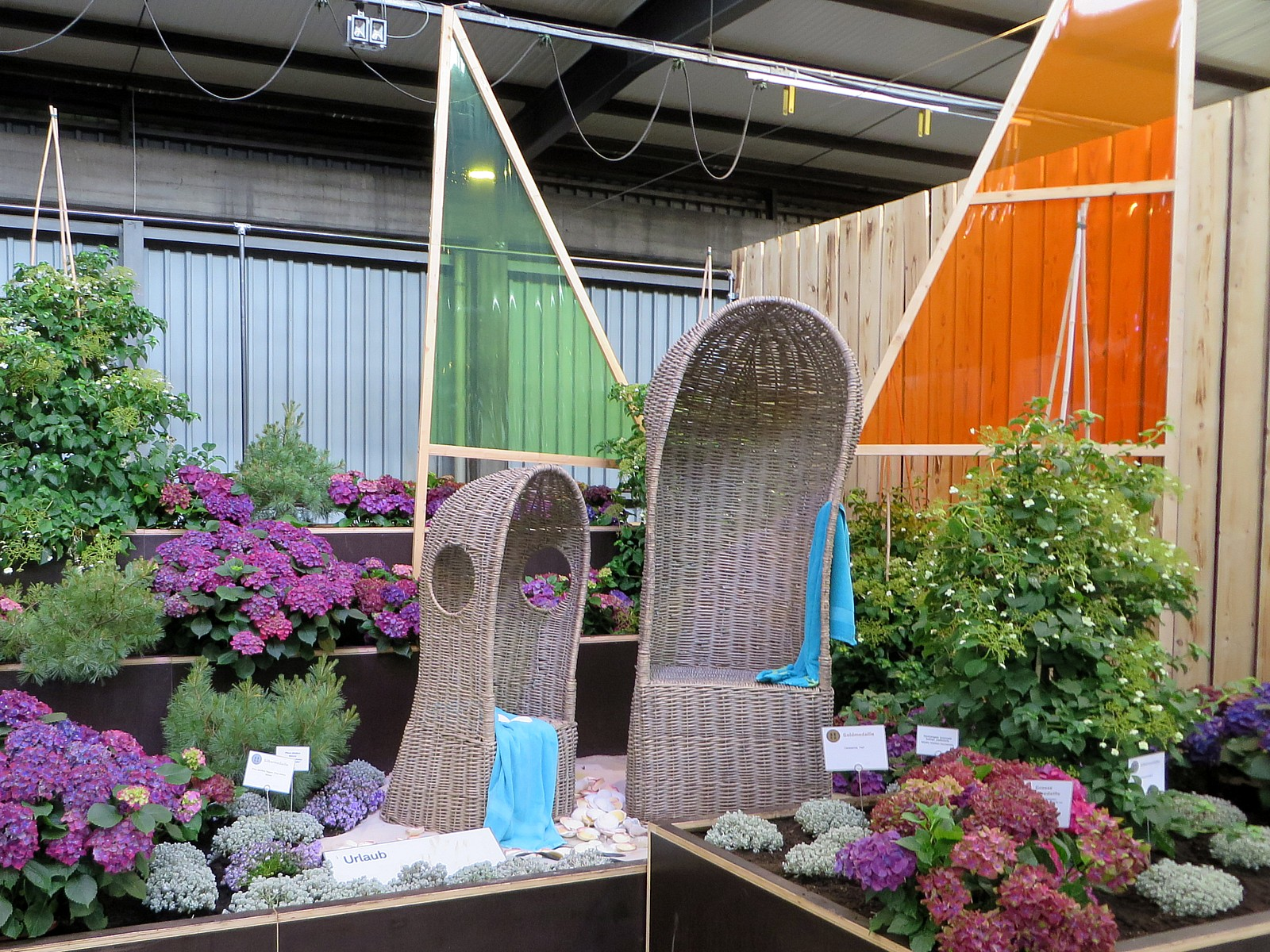
Blumenschau: "Die besten Dinge im Leben"
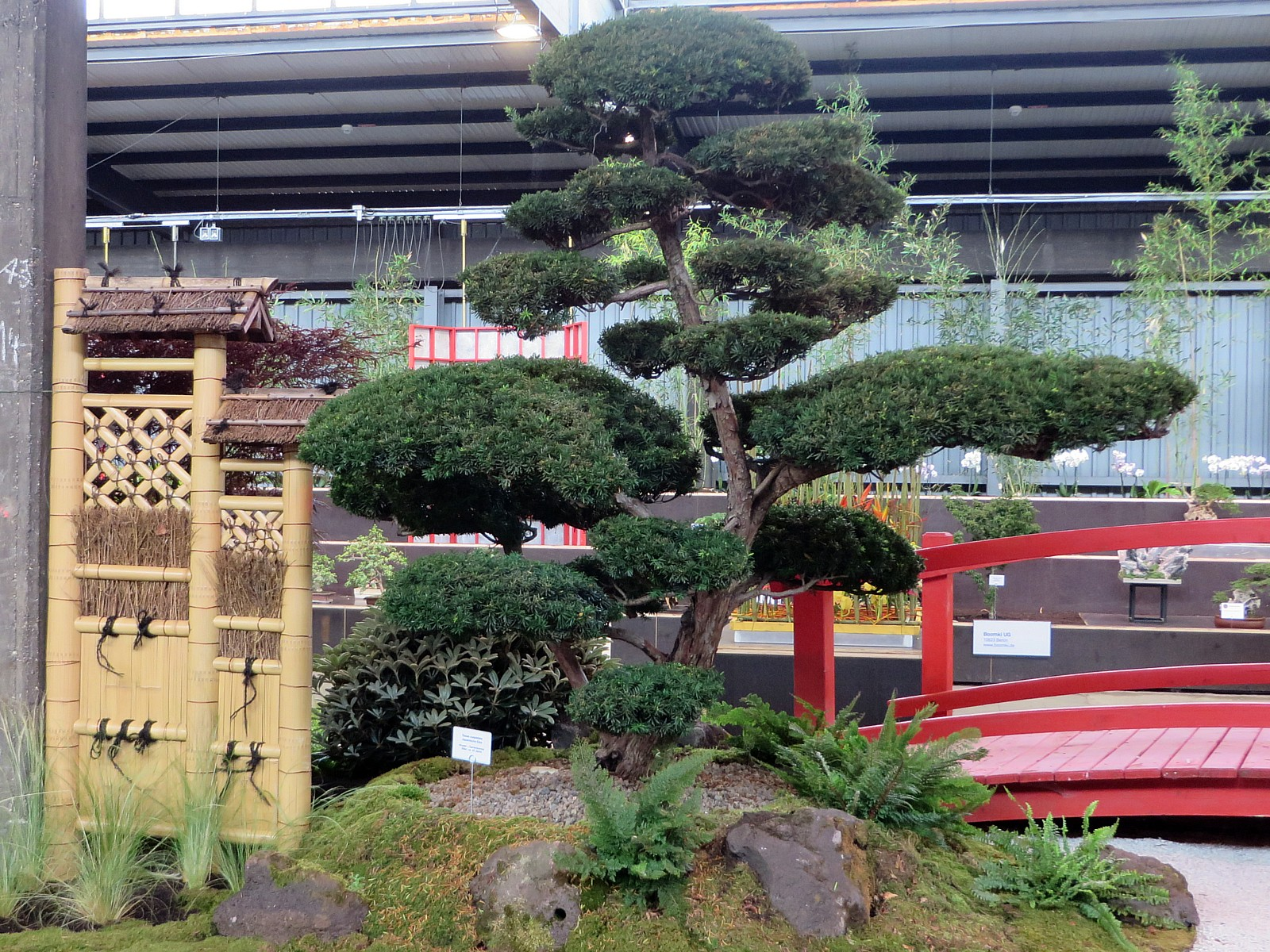
Blumenschau: "Japanische Kunstformen"
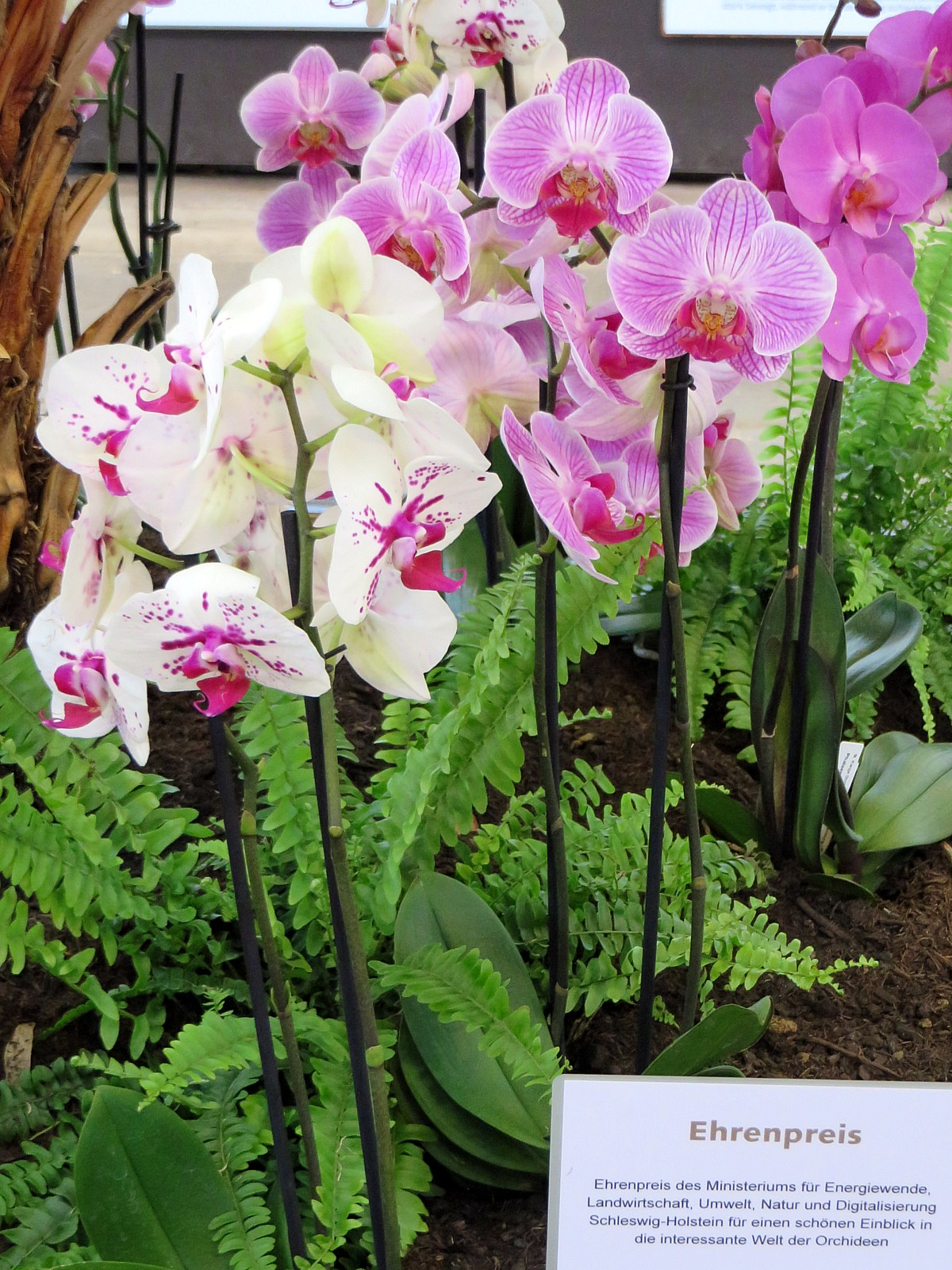
Blumenschau: "Japanische Kunstformen"
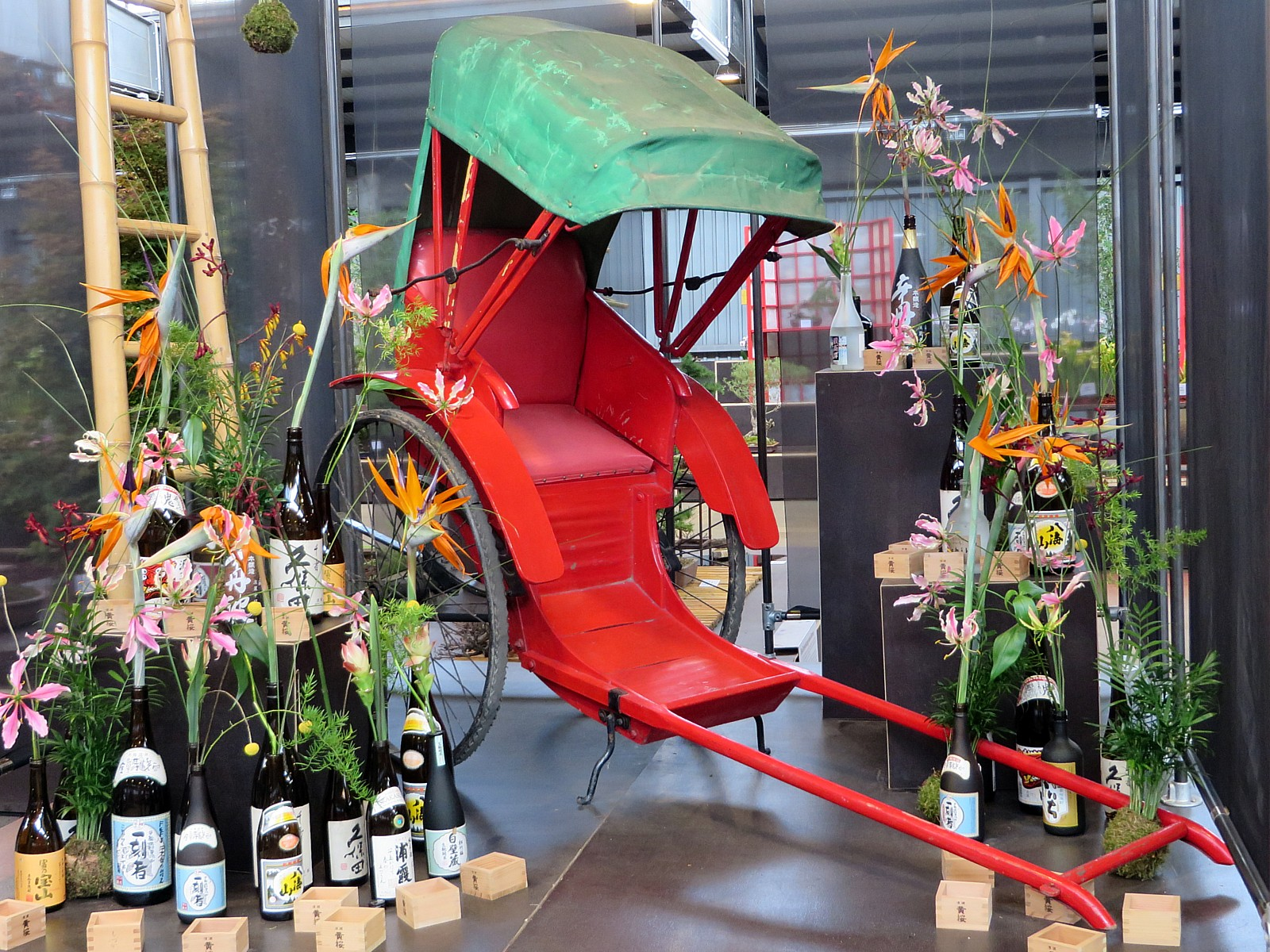
Blumenschau: "Japanische Kunstformen"

## Shuttleservices und in die Ausstellung integrierte Fahrzeuge
Busse boten einen Zubringerservice von den entlegeneren Parkplätzen zu den Eingängen des Gartenschaugeländes. Innerhalb der Ausstellung verkehrte das Fahrgastschiff Willy Schneider als Besuchershuttle auf dem Altneckar. In die Gartenschau integriert war außerdem das Schiff Experimenta mit einem auf die Gartenschau abgestimmten Wissensprogramm, die ehemalige Haßmersheimer Fähre, die als Bühne genutzt wurde, sowie der Schlepper Hafenamt Heilbronn.

## Maskottchen

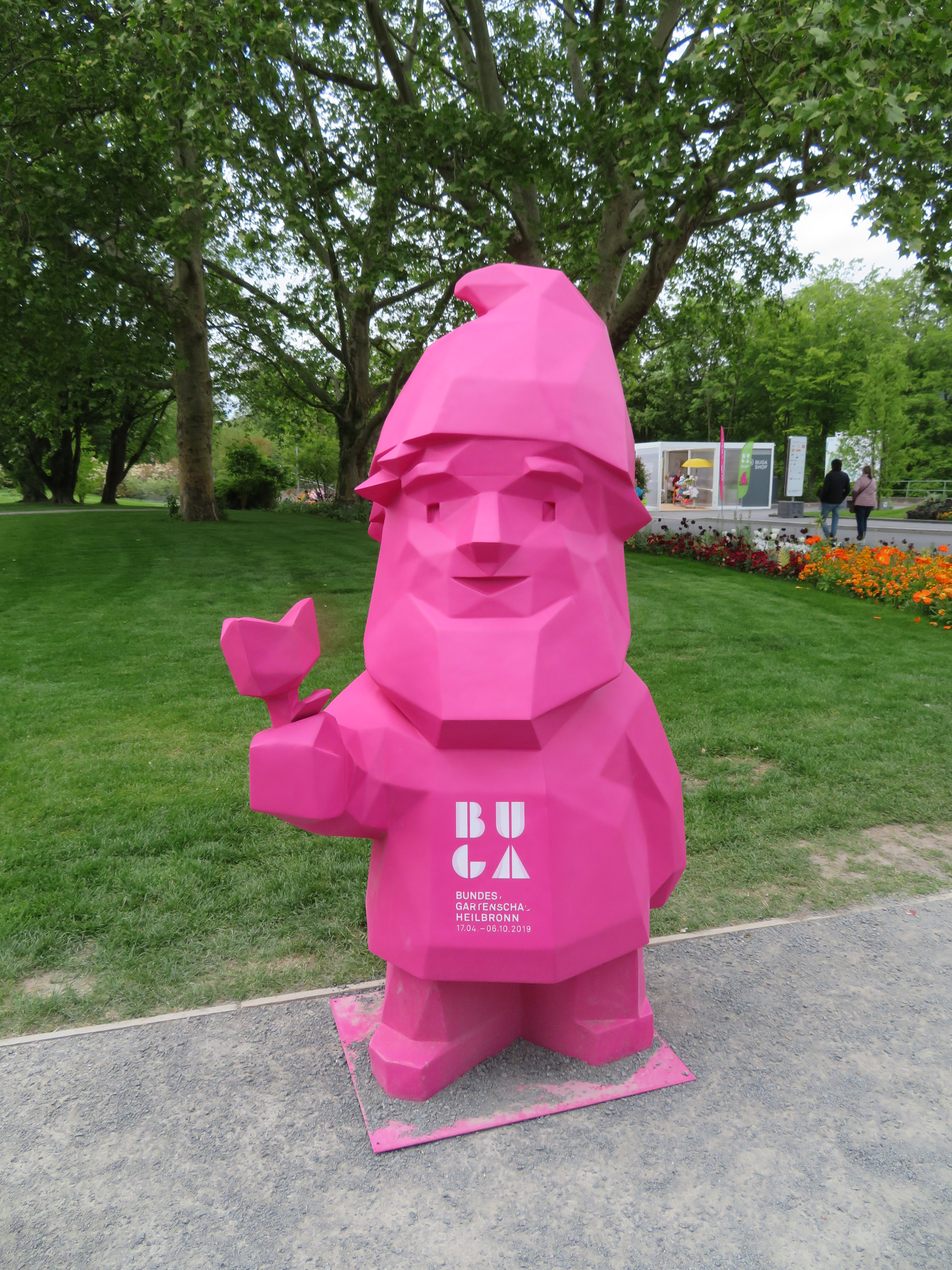
Maskottchen Karl

Das Maskottchen der Ausstellung, ein pinker Gartenzwerg namens Karl, wurde am 21. Juni 2018 enthüllt. Die Figur ist futuristisch gestaltet. Benannt nach dem einstigen Heilbronner Karlshafen steht der Zwerg auf der Bundesgartenschau für die Verbindung von Tradition und Moderne. Karl wurde aus Carbon gestaltet und mit Glasfaser umwickelt. Er hat eine Mütze auf und hält eine Tulpe in der Hand. Die Bundesgartenschau stellt Vorlagen für 3D-Drucker zur Verfügung. So kann Karl in einem kleinen Format entstehen.
Karl ist auch Teil der Souvenirs zur Bundesgartenschau. Er wurde unter anderem aus der neuerdings vermarkteten, farblich passenden Schokoladensorte Ruby produziert.
Schon kurz nach der Enthüllung gab es Kritik am Design des Gartenzwergs. Anschließend gab es über Monate hinweg Straftaten im Zusammenhang mit Karl. Zu Werbezwecken in mehreren Orten um Heilbronn aufgestellte Kopien der Figur wurden teilweise gestohlen, beschädigt und gesprengt. Mittlerweile steht Karl in der Empfangshalle der Jugendherberge.